# Frank Teschemacher
Frank Teschemacher ou Teshmaker est un clarinettiste et saxophoniste américain de jazz (Kansas City, 1906 - Chicago, 1932).

## Discographie
Enregistrements :
- I've found a new baby (avec les Chicago Rhythm Kings, 1928)
- Shi-me-sha-wabble (avec Miff Mole, 1928)